# Okręg Saint-Denis (Reunion)
Okręg Saint-Denis (fr. Arrondissement de Saint-Denis) – okręg na Reunion. Populacja wynosi 237 tysięcy.

## Podział administracyjny
W skład okręgu wchodzą następujące kantony:
- Saint-Denis-1,
- Saint-Denis-1,
- Saint-Denis-3,
- Saint-Denis-4,
- Saint-Denis-5,
- Saint-Denis-6,
- Saint-Denis-7,
- Saint-Denis-8,
- Saint-Denis-9,
- Sainte-Marie,
- Sainte-Suzanne.